# Terneskjeret (Fjell)
Ne doit pas être confondu avec Terneskjeret, Terneskjeret (Lindås) ou Terneskjeret (Masfjorden).
Terneskjeret est une île dans le landskap Sunnhordland du comté de Vestland. Elle appartient administrativement à Øygarden.

## Géographie
Rocheuse et désertique, à fleur d'eau, elle s'étend sur environ 107 m de longueur pour une largeur approximative de 45 m.